# Tuukka Lehtonen
Tuukka Lehtonen (31 gennaio 1995) è un giocatore di football americano finlandese che gioca come wide receiver per i Kuopio Steelers.

## Palmarès
- 2 Vaahteramalja (Kuopio Steelers: 2021, 2022)